# Manuel Núñez Yanowsky
Manuel Núñez Yanowsky (Samarcanda, (RSS de Uzbekistán), 1942) es un arquitecto y diseñador de estilo postmodernista.

## Biografía y obras
Núñez Yanowsky es hijo de un republicano español. Su padre, uno de los amotinados del Jaime I al inicio de la Guerra civil española, se refugió en la Unión Soviética, donde hizo la Segunda Guerra Mundial, y posteriormente pasó siete años de condena a trabajos forzados acusado de ser "enemigo del pueblo y anarquista". Núñez Yanowsky nace en Samarcanda, Uzbekistán, y pasa  su infancia en la ciudad de Odesa, Ucrania. En 1957, a sus 15 años de edad, su familia se instala en España.
Posteriormente realiza sus estudios en Barcelona. Consigue el Diplomado en Historia y Arqueología por la Universidad de Barcelona. Estudia teatro en la escuela de arte dramático Adrià Gual y es arquitecto licenciado por el Gobierno (DPLG) en Francia. Además es miembro de la Real Academia Catalana de Bellas Artes de San Jorge en España.
Algunos años después de su llegada a España, "Manolo", como le llaman sus amigos, tomará parte activa  en el movimiento intelectual catalán de la década de los sesenta. Participa en el Taller de Arquitectura de Ricardo Bofill desde su fundación, llegando a ocuparse del proyecto "La Pirámide" inaugurado en 1976.
En 1985 inauguró la urbanización Arènes de Picasso (Arenas de Picasso) en Noisy-le-Grand, a las afueras  de París. Un conjunto de 540 viviendas, con una guardería, una escuela y otras instalaciones y comercios.

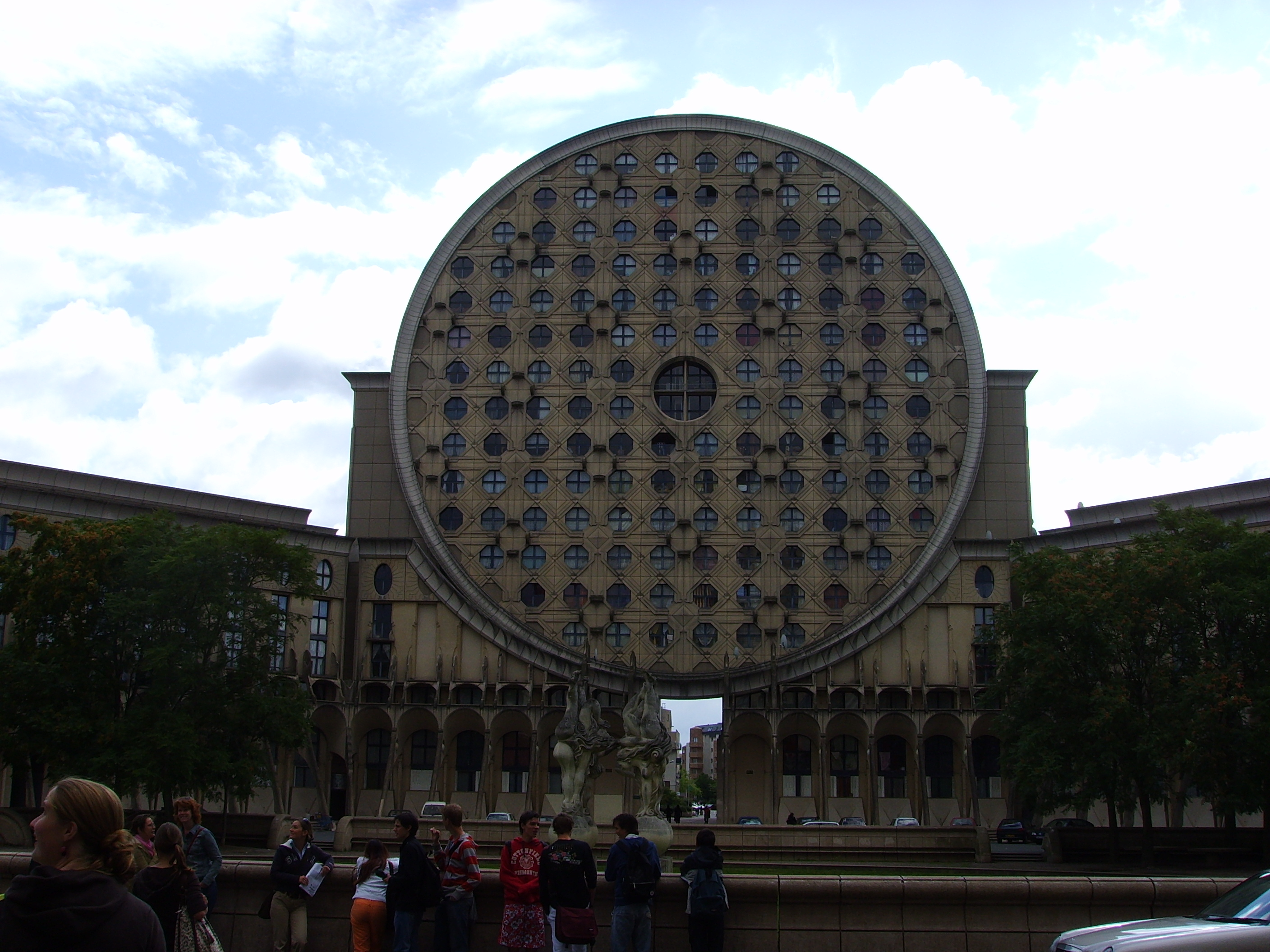
Arènes de Picasso, de Núñez Yanowsky, en Noisy-le-Grand (2007).

En 1991 se asocia a la también arquitecta Miriam Teitelbaum para crear la Society of Architects and Developers (Sade) una agencia de arquitectura y urbanismo con sede en París y Barcelona.
Otras de sus obras son la construcción de un edificio para la escuela de negocios ESADE en Barcelona y el centro Donga en Seúl. En 1996, a petición de su amigo el dramaturgo Fabià Puigserver, Nuñez Yanowsky acometerá la renovación de una antigua sala de Barcelona de 1929 en Montjuïc, que se transformó en una escuela de arte dramático y la compañía de teatro Teatre Lliure, fue una de las principales figuras en sus primeros años.
También participa en programas de planificación urbanística de muchas ciudades como Argel, Brazzaville, Hamburgo, San Petersburgo, Sofía, Astaná, Tiflis y en varias ciudades de Bélgica y España.

## Iglesia ortodoxa rusa en París
El 17 de marzo de 2011, el equipo que formó su agencia Sade con el equipo ruso de Arch Group, ganan el concurso de arquitectura para la construcción en París del mayor centro cultural y espiritual de la Iglesia ortodoxa rusa en el extranjero. Frente al río Sena, muy cerca del Museo del muelle Branly y la Torre Eiffel. Cuenta con un presupuesto de 34,5 millones de euros para su construcción.
El proyecto financiado, en gran parte por el gobierno ruso, integra en su diseño una iglesia ortodoxa de tipo clásico, dotada de cinco gigantescas cúpulas doradas, la más alta de 27 metros de altura. Incluirá salas de enseñanza, espacios abiertos al público, alojamiento para ortodoxos y un jardín de 3400 m². Una gran cubierta de cristal ondeado cubrirá gran parte del solar incluyendo e en su parte final  paneles fotovoltaicos.